# Alleanza Liberale
Alleanza Liberale (in danese: Liberal Alliance) è un partito politico danese di orientamento liberale e libertariano fondato nel 2007; inizialmente designato col nome di Nuova Alleanza (Ny Alliance), ha assunto l'odierna denominazione nel 2008.
Da novembre 2016 a giugno 2019 ha fatto parte del Governo Løkke Rasmussen III.

## Storia
Il partito fu fondato con il nome Nuova Alleanza (Ny Alliance) il 7 maggio 2007 da parte di tre parlamentari europei: Naser Khader e Anders Samuelsen - entrambi provenienti dalle file della Sinistra Radicale, di ispirazione liberale sociale - e Gitte Seeberg, già esponente del Partito Popolare Conservatore. Il partito si proponeva di sintetizzare le due culture politiche, ed era inizialmente considerato un partito liberale classico e moderato.
Alle elezioni politiche del 2007, NA ottenne il 2,8% dei voti e 5 seggi, ponendosi all'opposizione del governo di centro-destra (V-KF).
Nel 2008, Gitte Seeberg lasciò il partito protestando contro lo status del partito come partito di destra, in conflitto con il suo desiderio di formare un partito centrista, inoltre respingeva l'influenza del Partito popolare danese, di destra sociale. In seguito, un altro parlamentare abbandonò il partito, unendosi al Partito liberale.
Sotto la nuova guida di Anders Samuelsen, la posizione del partito si spostò verso destra, sposando il liberalismo economico e le politiche libertarie, cambiando nome in Alleanza Liberale il 27 agosto 2008.
Il 1º settembre 2008, il partito ebbe un terzo mandato in Parlamento, in quanto Gitte Seeberg venne nominata segretaria generale della sezione danese del World Wide Fund for Nature (WWF). Il suo mandato fu assegnato all'ex vice sindaco di Slagelse, Villum Christensen. Il 5 gennaio 2009, il cofondatore del partito Naser Khader lasciò il partito.
Alle europee del 2009, AL ottenne lo 0,59% dei voti, non ottenendo nessun seggio.
Alle politiche del 2011, AL ottenne il 5% dei voti e 9 seggi, rimanendo all'opposizione questa volta di un governo di centro-sinistra (RV-SD-SF).
Alle politiche del 2015 ottiene il 7,5% e 13 seggi al Folketing.
Alle elezioni europee del 2014, AL ottenne il 2,9% dei voti e nessun seggio.
Alle elezioni parlamentari del 2015, il partito ottenne il 7,5% dei voti e 13 seggi nel Folketing, con risultati dal 17,5% a Gentofte, un sobborgo benestante di Copenaghen, al 4% a Bornholm. Inizialmente, il partito non partecipò al governo di minoranza dei liberali di Venstre (con Lars Løkke Rasmussen), ma prestò il suo sostegno parlamentare al governo. Alla fine di novembre 2016 entrò a far parte di un governo di coalizione di centrodestra a 3 partiti, insieme a Venstre e al Partito Popolare Conservatore, il terzo governo presieduto da Løkke Rasmussen. Il leader del partito Anders Samuelsen venne nominato ministro degli affari esteri, mentre Simon Emil Ammitzbøll-Bille ebbe l'incarico di ministro dell'economia e degli interni. Ulteriori membri del governo facenti parte di Alleanza Liberale erano Merete Riisager (ministro della pubblica istruzione), Mette Bock (ministro della cultura), Ole Birk Olesen (ministro dei trasporti) e Thyra Frank (ministro della terza età).
Alle elezioni parlamentari del 2019, il partito ottenne 2,3% dei voti (e il 2,2% alle europee), perdendo 9 dei suoi 13 seggi nel Folketing. lI leader del partito Anders Samuelsen non venne rieletto, così si è dimesso. Il 9 giugno 2019 Alex Vanopslagh è diventato il nuovo leader di AL.
Alle elezioni locali del 2021, il partito ha ottenuto il suo primo sindaco in assoluto: il candidato Emil Blücher è diventato sindaco di Solrød, mentre alle elezioni parlamentari del 2022 il partito, che secondo svariate fonti ha attratto soprattutto gli elettori più giovani, ha ottenuto il suo miglior risultato nazionale di sempre ricevendo il 7,9% dei consensi, pari a 14 seggi, diventando così il quinto partito del Folketing insieme ai Democratici Danesi. Dopo la formazione del Governo Frederiksen II, l'Alleanza Liberale si è schierata all'opposizione. Il 17 gennaio 2024, Pernille Vermund, ex leader di Nuova Destra, ha annunciato di essere entrata a far parte del partito.
Alle elezioni europee del 2024 il partito è rientrato, conquistando un seggio, nel Parlamento europeo, con il 6,95% dei consensi, all'interno del gruppo del Partito Popolare Europeo.

## Ideologia
Inizialmente il partito era di orientamento centrista, "unendo le parti migliori del conservatorismo liberale e sociale". In seguito alla Leadership di Samuelsen, il partito si è spostato verso un orientamento liberale classico e libertario, ed ha supportato riforme liberiste quali una riforma fiscale che sostituisse la tassazione progressiva con una tassa piatta al 40%, dimezzando le aliquote dell'imposta sulle società. Ha supportato i diritti degli utenti per l'assistenza sanitaria pubblica, l'abolizione dei piani di prepensionamento e la rivalutazione di tutti coloro che ricevono sussidi. Si è opposto all'ingresso della Danimarca nell'Euro Plus Pact nel 2011, supportando un'UE reinventata e basata sul libero mercato. Ha sostenuto l'uso dell'energia nucleare e il diritto delle coppie dello stesso sesso di sposarsi e adottare bambini (contribuendo a farlo approvare). Ha supportato la legalizzazione dell'hashish e la riduzione delle tasse di immatricolazione dei veicoli.
Nel programma del 2020, Alleanza Liberale sostiene, tra le svariate idee, la riduzione delle tasse, la non-tassazione delle prime 84.000 corone guadagnate da un'impresa, più libertà di scelta e meno burocrazia per le scuole, una razionalizzazione del settore pubblico e un piano per il clima, che prevede la spesa dello 0,2% del PIL danese (circa 3,7 miliardi di corone) per la ricerca sul clima, la riduzione delle tasse sull'elettricità, l'abolizione della tassa di immatricolazione sulle auto meno inquinanti e pone come obiettivi ricavare tutta l'energia elettrica danese da fonti rinnovabili entro il 2030 e zero emissioni di anidride carbonica entro il 2050.

## Loghi

2011
2016

## Risultati elettorali
| Elezione          | Voti    | %    | Seggi    | Posizione   |
| ----------------- | ------- | ---- | -------- | ----------- |
| Parlamentari 2007 | 97.295  | 2,8  | 5 / 179  |             |
| Europee 2009      | 13.796  | 0,59 | 0 / 13   | -           |
| Parlamentari 2011 | 176.585 | 4,98 | 9 / 179  | Opposizione |
| Europee 2014      | 65.480  | 2,88 | 0 / 13   | -           |
| Parlamentari 2015 | 264.449 | 7,52 | 13 / 179 | Maggioranza |
| Europee 2019      | 60.693  | 2,20 | 0 / 13   | -           |
| Parlamentari 2019 | 82.228  | 2,33 | 4 / 179  | Opposizione |
| Parlamentari 2022 | 278.098 | 7,87 | 15 / 179 | Opposizione |
| Europee 2024      | 170.199 | 6,95 | 1 / 15   | -           |